# 라디케팔루스 엘롱가투스
라디케팔루스 엘롱가투스(Radiicephalus elongatus)는 이악어목에 속하는 조기어류의 일종이다. 라디케팔루스과(Radiicephalidae)와 라디케팔루스속(Radiicephalus)의 유일종이다. 대서양 중부와 동부 그리고 동태평양에서 발견되는 바다 물고기이다. 몸길이는 76cm까지 자란다.